# Valentín Canalizo
José Valentín Raimundo Canalizo Bocadillo (14 janvier 1794, Nuevo León – 20 février 1850, Mexico) est un homme politique mexicain et il est président du Mexique par intérim,,,,.